# Black Scarface
Black Scarface (Originaltitel: Da Game of Life) ist ein US-amerikanischer Kurzfilm von Michael Martin aus dem Jahr 1998. Das Gangsterdrama stammt aus der Produktion von Master Ps No Limit Records. Die Hauptrollen spielen die Rapper Snoop Dogg und C-Murder.

## Handlung
Zu Beginn des Films wird Smooth angeschossen. Er erzählt seine Geschichte danach aus dem Off:
Smooth verdient sein erstes Geld bei Hunderennen. Zusammen mit seinem Cousin Money steigt er anschließend ins Sportwettgeschäft ein. Zusammen türken sie Basketballspiele. Parieren die Spieler nicht, werden sie von Money zusammengeschlagen, so auch der aufstrebende Star Jasper. Kurz darauf kommt Money ins Gefängnis. Unterdessen steigt Smooth zu den großen Playern in Las Vegas auf. Er gründet ein einträgliches Casino für Schwarze am Strip, das jedoch der Mafia untersteht. Als Money aus dem Knast kommt, stellt ihn Smooth als Security-Chef ein. Trotz Moneys etwas aufbrausendem Temperament läuft es zunächst gut. Smooth heiratet die Bardame Peaches und zieht in das Haus von Bugsy Siegel ein. Doch Money begeht einen schwerwiegenden Fehler: er tötet den Mann, der das Schutzgeld kassiert. Smooth und Money verschanzen sich in Bugsy Siegels Haus. Die Truppen der Mafia stürmen das Anwesen und töten Money. Smooth kann jedoch durch einen Geheimgang entkommen. Gemeinsam mit Peaches versucht er neu anzufangen. Als er sein Geld wie früher bei Windhundrennen kassieren will, wird er von Jasper zweimal angeschossen.

## Hintergrund
Ende der 1990er Jahre stieg Labelbesitzer Master P in das Filmgeschäft ein. Er produzierte einige Filme, führte Regie oder spielte in Filmen mit. Die Filme waren meist im Gangster-Milieu angesiedelt und übernahmen Elemente des Gangsterfilms. Black Scarface erschien direkt auf Video und wurde von einem Anti-Drogen-Spot und zwei Musikvideos umrahmt.
Anders als der deutsche Verleihtitel vermuten lässt, handelt es sich bei Black Scarface nicht um eine „schwarze“ Variante von Scarface, obwohl die Schießerei gegen Ende daran angelehnt ist, sondern eher um Master Ps Version von Casino. In Deutschland erschien der Film als Einzel-DVD und im Rahmen des Box-Sets Gangsta Rapper Box mit einer Reihe ähnlicher Filme.